# Eucriotettix interrupta
Eucriotettix interrupta är en insektsart som beskrevs av Deng, W.-a., Z. Zheng och S.-z. Wei 2006. Eucriotettix interrupta ingår i släktet Eucriotettix och familjen torngräshoppor. Inga underarter finns listade i Catalogue of Life.